# Monster Hunter G
Monster Hunter G (モンスターハンターG?, Monsutā Hantā G) è un'espansione del gioco Monster Hunter. Pubblicato in Giappone il 20 gennaio 2005 per PlayStation 2, in seguito nel 2009 venne distribuito su Wii.

## Modalità di gioco
Rispetto al predecessore porta alcune introduzioni come abilità delle armature, nuove missioni più ardue, una fattoria, armi e molto altro.

### Mostri
Oltre alla possibilità di incontrare mostri di diversa grandezza, vennero introdotte le Sottospecie, mostri che, a causa di mutazioni genetiche o altri eventi, sono nati diversi dalle loro controparti comuni e si differenziano da esse per la colorazione e lo stile di combattimento diverso, e le Specie Rare, versioni ancora più rare di mostri comuni e il cui potere è paragonabile a quello dei Draghi Anziani.